# Václav Marhoul
Václav Marhoul (ur. 30 stycznia 1960 w Pradze) – czeski scenarzysta, reżyser, aktor.

## Życiorys
Członek teatru Divadlo Sklep i grupy teatralnej  Pražská pětka. Producent, przedsiębiorca, organizator kultury i menedżer. Jako menedżer pełnił funkcję naczelnego reżysera Studia Filmowego Barrandov, a następnie jako kierownik stowarzyszenia artystycznego Tvrdohlaví, gdzie prowadził galerię sprzedaży o tej samej nazwie.
Po ukończeniu Wydziału Filmowego i Telewizyjnego Akademii Sztuk Scenicznych w Pradze w 1984 r. zaczął karierę zawodową najpierw jako asystent producenta, a później jako zastępca kierownika produkcji Studia Filmowego Barrandov. W latach 90. XX w. po aksamitnej rewolucji był siedem lat generalnym dyrektorem.

Nie musimy mieć innego koloru skóry, aby mieć kłopoty. Wystarczy, że inaczej myślisz, wyrażasz się, czujesz, rozumiesz lub nawet się ubierasz, a większość społeczeństwa natychmiast zacznie cię prześladować

## Reżyser i scenarzysta
- 2003 Mazaný Filip
- 2008 Tobruk
- 2019 The Painted Bird (Malowany ptak). W maju 2010 Marhoul ogłosił, że nabył prawa do filmowej adaptacji powieści Malowany ptak, polsko-amerykańskiego pisarza pochodzenia żydowskiego Jerzego Kosińskiego[2].

W 2013 r. podczas Międzynarodowego Festiwalu Filmowego w Cannes otrzymał Wyróżnienie Specjalne za adaptację książki Nagrody ScripTeast im. Krzysztofa Kieślowskiego za scenariusz. W uzasadnieniu werdyktu czytamy: Podjęty z determinacją przez scenarzystę niezwykle trudny i ambitny projekt, przyniósł w efekcie fascynujący i poruszający scenariusz, który może doprowadzić do powstania wstrząsającego i poruszającego wyobraźnię filmu. Film powstanie w koprodukcji czesko-słowacko-ukraińskiej. Premiera odbędzie się we wrześniu 2019 r. podczas 76. Międzynarodowego Festiwalu Filmowego w Wenecji.

## Aktor[5]
- 1994 Ameryka jako barman
- 1994 Historky od krbu (TV)
- 2004–2005 Redakce (TV) jako gość specjalny
- 2005 Skrzat jako detektyw
- 2005 Rána z milosti (TV) jako Mirek, kryminalista
- 2007 Horákovi (TV) jako nauczyciel wf
- 2007 Ogólniak jako policjant
- 2009 Ulovit miliardare jako nadzorca
- 2011 Expozitura (TV) jako mjr Karous
- 2014 Vejska jako badacz
- 2015 Kancelár Blaník (TV) jako Václav Marhoul